# Meyba
Meyba és una empresa catalana dedicada a la confecció de peces esportives i especialitzada en roba de bany.

## Història
Va ser fundada per Josep Mestre i Joaquim Ballber a Terrassa a la dècada del 1940. Després d'anys d'èxit creant pantalons, samarretes i sabatilles per les platges de la Barceloneta, no va ser fins a l'any 1980 que Meyba va esdevenir una celebritat internacional. Amb la signatura d'un acord amb el Futbol Club Barcelona per proveir totes les seccions esportives del club, el somni de Mestre i Ballber estava a punt de fer-se realitat. Va ser el principal proveidor de l'equipació del FC Barcelona durant deu anys vestint el dream team o fins i tot Diego Armando Maradona.
Tanmateix, el 1994 l'empresa va caure en concurs de creditors i el 1997 va tancar. Fou adquirida aleshores pel Grup Pulligan de Joan Canals. El 2013 els drets de marca foren adquirits per l'empresa neerlandesa Premium, que gestiona els drets de marca de Johann Cruyff.

## Patrocinis esportius

#### Futbol (seleccions nacionals)
- Guyana  (2024-2029)

#### Futbol (clubs)
- Club Esportiu Júpiter[6]
- UE Sant Andreu[7]

### Antics patrocinis

#### Bàsquet (clubs)
- FC Barcelona
- FC Martinenc
- RCD Espanyol
- Dominicos Zaragoza

#### Futbol (seleccions nacionals)
- Catalunya

#### Futbol (clubs)
| - KS Besëlidhja Lezhë - FC Andorra - FC Twente (2022-2023) - Cerro Porteño - FC Porto - CE Sabadell FC - FC Barcelona | - Gimnàstic de Tarragona - RCD Espanyol - UE Lleida - UD Alzira - SD Eibar - Atlètic de Madrid - CA Osasuna | - Cadis CF - Racing de Santander - Reial Betis - Real Murcia CF - Reial Oviedo - Real Valladolid CF - Las Vegas Lights FC - Oakland Roots SC |